# Dicastero delle cause dei santi
Il Dicastero delle cause dei santi (in latino Dicasterium de causis sanctorum) è uno dei 16 dicasteri della Curia romana.

## Storia
La Congregazione per le cause dei santi, nome originale dell'attuale dicastero, venne istituita da papa Paolo VI con la costituzione apostolica dell'8 maggio 1969 Sacra Rituum Congregatio. Il pontefice scorporò la Congregazione dei riti (istituita il 22 gennaio 1588 da papa Sisto V con la costituzione Immensa Aeterni Dei) in due congregazioni: quella per le cause dei santi e quella per il culto divino e la disciplina dei sacramenti.
Con la costituzione apostolica Pastor Bonus, promulgata il 28 giugno 1988 da papa Giovanni Paolo II, la congregazione cambiò nome in Congregazione delle cause dei santi e assunse l'attuale fisionomia.
Con la costituzione apostolica Praedicate evangelium, promulgata il 19 marzo 2022 da papa Francesco, la congregazione ha mutato nome in "Dicastero delle cause dei santi", ma ha mantenuto le funzioni attribuitegli in precedenza dalle previe costituzioni apostoliche.

## Funzioni
L'ambito di competenza del dicastero è definito dagli articoli 98-102 della Praedicate evangelium.
Il dicastero tratta tutto quello che riguarda la procedura che porta alla beatificazione e alla canonizzazione dei "Servi di Dio": inoltre, sentito il parere del Dicastero per la dottrina della fede, ottiene dal papa l'attribuzione ai santi del titolo di dottore della Chiesa; essa ha inoltre il compito di verificare anche l'autenticità delle reliquie.
Le norme per la canonizzazione dei santi sono state profondamente riformate sotto il pontificato di Giovanni Paolo II con la costituzione apostolica Divinus perfectionis magister del 25 gennaio 1983.

## La Consulta Medica
Al fine dell'esame medico-scientifico dei miracoli, già in epoca medievale si fece ricorso a Periti Medici, per i quali fu creato un Albo specifico da papa Benedetto XIV il 17 settembre 1743. Papa Pio XII istituì, il 20 ottobre 1948, una Commissione di Medici, cui aggiunse, il 15 dicembre 1948, un Consiglio Medico.
Papa Giovanni XXIII unificò questi due organismi in una Consulta Medica il 10 luglio 1959. Il Regolamento relativo, revisionato in base alla costituzione apostolica Sacra Rituum Congregatio dell'8 maggio 1969, fu approvato da papa Paolo VI il 23 aprile 1976.
In base alla costituzione apostolica Divinus perfectionis Magister di papa Giovanni Paolo II, il 25 gennaio 1983 il Regolamento della Consulta Medica fu aggiornato nuovamente, per essere approvato nella sua forma attuale il 24 agosto 2016.

## Cronotassi

### Prefetti
- Cardinale Paolo Bertoli † (7 maggio 1969 - 1º marzo 1973 dimesso)
- Cardinale Luigi Raimondi † (21 marzo 1973 - 24 giugno 1975 deceduto)
  - Cardinale Corrado Bafile † (11 luglio 1975 - 25 maggio 1976 nominato prefetto del medesimo dicastero) (pro-prefetto)
- Cardinale Corrado Bafile † (25 maggio 1976 - 27 giugno 1980 ritirato)
- Cardinale Pietro Palazzini † (27 giugno 1980 - 1º luglio 1988 ritirato)
- Cardinale Angelo Felici † (1º luglio 1988 - 13 giugno 1995 ritirato)
  - Cardinale Alberto Bovone † (13 giugno 1995 - 23 febbraio 1998 nominato prefetto del medesimo dicastero) (pro-prefetto)
- Cardinale Alberto Bovone † (23 febbraio 1998 - 17 aprile 1998 deceduto)
- Cardinale José Saraiva Martins, C.M.F. (30 maggio 1998 - 9 luglio 2008 ritirato)
- Cardinale Angelo Amato, S.D.B. † (9 luglio 2008 - 31 agosto 2018 ritirato)
- Cardinale Giovanni Angelo Becciu (1º settembre 2018 - 24 settembre 2020 dimesso)
- Cardinale Marcello Semeraro, dal 15 ottobre 2020

### Segretari
- Arcivescovo Ferdinando Giuseppe Antonelli, O.F.M. † (7 maggio 1969 - 2 febbraio 1973 dimesso)
- Arcivescovo Giuseppe Casoria † (2 febbraio 1973 - 24 agosto 1981 nominato pro-prefetto della Congregazione per i sacramenti e il culto divino)
- Arcivescovo Traian Crișan † (7 dicembre 1981 - 24 febbraio 1990 dimesso)
- Arcivescovo Edward Nowak (24 febbraio 1990 - 5 maggio 2007 nominato assessore dell'Ordine equestre del Santo Sepolcro di Gerusalemme e canonico della Basilica papale di San Pietro in Vaticano)
- Arcivescovo Michele Di Ruberto † (5 maggio 2007 - 29 dicembre 2010 ritirato)
- Arcivescovo Marcello Bartolucci (29 dicembre 2010 - 29 dicembre 2020 cessato)
- Arcivescovo Fabio Fabene, dal 18 gennaio 2021

### Sottosegretari
- Monsignore Amato Pietro Frutaz † (8 maggio 1969 - 1979 dimesso)
- Presbitero Traian Crișan † (15 ottobre 1979 - 7 dicembre 1981 nominato segretario del medesimo dicastero)
- Monsignore Fabijan Veraja † (1981 - 1992 dimesso)
- Monsignore Michele Di Ruberto † (1992 - 5 maggio 2007 nominato segretario del medesimo dicastero)
- Monsignore Marcello Bartolucci (5 maggio 2007 - 29 dicembre 2010 nominato segretario del medesimo dicastero)
- Presbitero Bogusław Turek, C.S.M.A., dal 29 dicembre 2010